# Landkreis Stollberg
Der Landkreis Stollberg war ein Landkreis im Westen des Freistaates Sachsen, der zwischen 1910 und 2008 existierte. Nachbarkreise waren im Nordosten die kreisfreie Stadt Chemnitz, im Osten der Mittlere Erzgebirgskreis, im Südosten der Landkreis Annaberg, im Süden der Landkreis Aue-Schwarzenberg, im Westen der Landkreis Zwickauer Land und im Nordwesten der Landkreis Chemnitzer Land.

## Geographie
siehe dazu auch: Naturräume in Sachsen, Liste der Landschaften in Sachsen, Liste der Gewässer in Sachsen

## Verkehr
Autobahn: A 72 – Anschlussstellen:
- Stollberg-Nord
- Stollberg-West

Folgende Bundesstraße verliefen durch den Landkreis Stollberg:
- B 95 (Burkhardtsdorf)
- B 169 (Neukirchen–Jahnsdorf–Niederdorf–Stollberg)
- B 180 (Burkhardtsdorf–Thalheim–Stollberg–Niederwürschnitz–Lugau)

Folgende Bahnstrecken verliefen durch den Landkreis Stollberg:
- Bahnstrecke Stollberg–Chemnitz
- Bahnstrecke Stollberg–St. Egidien
- Bahnstrecke Chemnitz–Aue

## Geschichte
Die Amtshauptmannschaft Stollberg wurde 1910 geschaffen und 1939 in Landkreis Stollberg umbenannt. 1950 wurde der Landkreis vorerst aufgelöst. Schon 1952 entstand der Kreis Stollberg jedoch wieder neu und bestand in gleich bleibender territorialer Zusammensetzung von 1952 bis 1994. Am 1. August des Jahres kamen die Stadt Zwönitz (bis dahin Landkreis Aue) sowie vom aufgelösten Landkreis Chemnitz die Gemeinden Einsiedel, Kemtau, Burkhardtsdorf, Adorf, Klaffenbach und Neukirchen zum Landkreis. 1997 wurden Einsiedel und Klaffenbach in die Stadt Chemnitz eingemeindet.
Im Zuge einer erneuten Verwaltungsreform in Sachsen wurden die Landkreise Annaberg, Aue-Schwarzenberg, Mittlerer Erzgebirgskreis und Stollberg am 1. August 2008 zum neuen Erzgebirgskreis zusammengeschlossen.

## Politik
Landrat des Kreises Stollberg war von 1990 bis 2008 Udo Hertwich.

### Kreistag
Die 49 Sitze im Kreistag verteilten sich 2008 folgendermaßen auf die einzelnen Parteien:
| Partei  | Sitze |
| CDU     | 22    |
| FDP/FWU | 10    |
| SPD     | 8     |
| LINKE   | 8     |
| GRÜNE   | 1     |

## Städte und Gemeinden
(Einwohnerzahlen vom 31. Dezember 2006)
| Städte 1. Lugau (7.518) 2. Oelsnitz/Erzgeb. (12.479) 3. Stollberg/Erzgeb. (12.391) 4. Thalheim/Erzgeb. (7.344) 5. Zwönitz (11.623) Verwaltungsgemeinschaften - Verwaltungsgemeinschaft Burkhardtsdorf mit den Mitgliedsgemeinden Auerbach, Burkhardtsdorf und Gornsdorf - Verwaltungsgemeinschaft Lugau mit den Mitgliedsgemeinden Erlbach-Kirchberg, Lugau/Erzgeb. und Niederwürschnitz - Verwaltungsgemeinschaft Stollberg/Erzgeb. mit den Mitgliedsgemeinden Niederdorf und Stollberg/Erzgeb. - Verwaltungsgemeinschaft Zwönitz mit den Mitgliedsgemeinden Zwönitz und Hormersdorf | Gemeinden 1. Auerbach (2.897) 2. Burkhardtsdorf (6.824) 3. Erlbach-Kirchberg (1.809) 4. Gornsdorf (2.238) 5. Hohndorf (3.953) 6. Hormersdorf (1.605) 7. Jahnsdorf/Erzgeb. (5.963) 8. Neukirchen/Erzgeb. (7.295) 9. Niederdorf (1.352) 10. Niederwürschnitz (2.968) |

## Kfz-Kennzeichen
Anfang 1991 erhielt der Landkreis das Unterscheidungszeichen STL. Es wurde bis zum 31. Juli 2008 ausgegeben. Seit dem 9. November 2012 ist es im Erzgebirgskreis erhältlich.